# Polystichum neolobatum
Polystichum neolobatum là một loài thực vật có mạch trong họ Dryopteridaceae. Loài này được Nakai miêu tả khoa học đầu tiên năm 1925.

## Hình ảnh

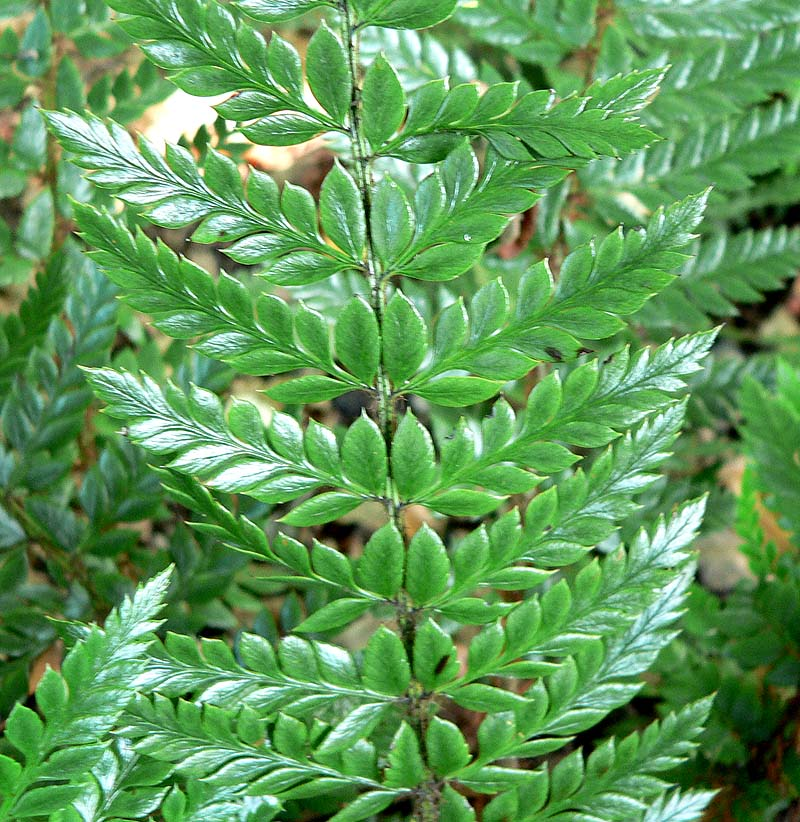